# Distorção paratática
Distorção paratática ou paratáxica é uma expressão genérica criada pelo  psicanalista Harry Stack Sullivan  para designar os processos inconscientes pelos quais  o indivíduo  pode atribuir a outros características de figuras significativas do próprio passado, tais como os próprios pais. Portanto, o indivíduo projeta sobre uma pessoa sentimentos e atitudes relativos a outra pessoa. Dentre esses processos, inclui-se a  transferência  observada por Freud e que ocorre, na situação analítica, quando o paciente transfere  para o analista  sentimentos e atitudes da criança (formados durante o período edípico) em relação a um dos pais. Mas, na distorção paratática, a projeção não se origina necessariamente no universo familiar.
É como uma "releitura atual de antigas relações que interfere eventuamente no sistema do eu, nas sucessivas situações interpessoais, diante da experiência da angústia". Segundo Gaetano Benedetti "uma distorsão paratáxica ocorre quando, em uma determinada situação interpessoal, pelo menos um dos dois participantes reage a  uma "personificação", ou seja, a uma imagem do outro que existe apenas na própria fantasia, a  uma figuração humana que já é  pré-formada por experiências passadas, e que é então evocada por alguns aspectos reais da atualidade do outro."